# NGC 1257
NGC 1257 – gwiazda podwójna znajdująca się w gwiazdozbiorze Perseusza. Zaobserwował ją Guillaume Bigourdan 19 października 1884 roku i skatalogował jako „gwiezdną mgławicę”. Do wrażenia mglistości obiektu, jakie odniósł Bigourdan, mogły się przyczynić sąsiednie, słabsze gwiazdy. Niektóre katalogi astronomiczne za obiekt NGC 1257 uznawały też galaktykę PGC 12157, widoczną na niebie bardziej na zachód.